# 제5사단 (일본군)
제5사단(第5師団 다이고시단[*])은 일본 제국 육군이 진대를 기반으로 초기에 편성한 사단 중 하나였다. 편성되었던 지역인 히로시마현을 위수지, 사관구로 두었다. 통칭호는 "鯉兵団 고이헤이단[*]→잉어 병단".

## 역사

### 초기
히로시마 진대를 포함한 6개 진대는 1888년 5월 14일에 사단으로 재편성되었다. 히로시마 진대는 제5사단이 되어 히로시마성 안의 진대 본부를 그대로 사단 본부로서 썼다.

### 청일 전쟁
1894년에 일어난 청일전쟁에서 제5사단의 9여단이 선발대로 파견되었다. 7월 28일에 한성부에 들어온 여단은 성환 전투에서 아산에 있던 섭사성의 부대를 압도적으로 격멸하였다. 제9여단은 다른 사단의 부대와 교대하여 정비한 후, 9월 15일 평양 전투, 10월 24일 압록강 전투을 통해 청나라군을 조선반도에서 몰아내었다. 기세를 몰아 계속 진군하여 마침내 청나라의 영토에 들어섰다. 일본군과 제9여단은 이듬해 1895년 3월 만주 잉커우시까지 진군하였으며 그곳에서 영구 전투을 벌였다. 영구 전투를 끝으로 전쟁은 마무리가 지어지고, 청나라와 일본은 4월 17일, 시모노세키 조약을 맺는 결과를 낳았다.

### 의화단 운동
의화단 운동을 진압하기 위해 열강 8국의 전력으로서 제5사단은 1890년 1월 27일에 청나라로 파견되었다.  8월 5일 베이창 전투에서 선두에 섰다.

### 러일 전쟁
1904년, 일본의 만주 진출을 위한 일어난 러일 전쟁에서 노즈 미치쓰라 중장이 이끄는 제5사단은 제4군에 전속하여 사하 전투, 산데푸 전투, 봉천 회전에 참가하였다.
만주 랴오양에 1911년 4월 30일부터 1913년 4월 19일까지 주둔하다가,
1919년 7월, 일본의 시베리아 개입에 띠리 제5사단은 8월 24일에 블라디보스토크 파견군에 전속하여 9월에 제3사단과 임무를 교대하였다. 8월 24일에 시베리아를 점령하였지만, 1922년 10월에 완전히 철수하였다.

### 중일 전쟁
중일 전쟁이 일어난 1937년 7월 7일 이후, 제5사단은 8월 27일자로 화베이에 배치되어 지나 주둔군의 지휘를 받으며 챠하르 전투, 타이위안 전투에 참가하였다. 도중에 1개 연대는 제1군로 차출되어 베이징-한커우 철도 작전에 참가하였다.
1940년 2월 9일, 폐지된 제21군에서 프랑스령 인도차이나로의 침공을 위해 임시로 편성된 제22군으로 전속하였다. 9월 22일, 제5사단은 랑손으로 진격하여 철로를 막고 전투를 벌였고, 인도차이나 파견군과 함께 인도차이나 북부로 진격하였다.
의 경비를 맡았다.
10월 12일, 중일 전쟁에서의 전적을 눈여겨본 육군성은 제5사단을 대본영 직할로 지정하였고, 사단은 일본 열도 혼슈로 귀환하였다.

### 태평양 전쟁
태평양 전쟁에 앞서 제5사단은 제5비행집단과 함께 큐슈에서 상륙전 훈련을 받았다.
1941년 11월 6일, 남방군 예하 제25군으로 편입되어 태평양 전쟁에 투입되었다.

#### 말라야 전역
제5사단의 태평양 전쟁에서의 첫 전역은 말레이 전역으로 태국 남부의 송클라와 파타니에서 상륙하여 영국령 말라야 북부, 중부로 진격하였다. 제11인도보병사단과의 지트라 전투와 보병 제41연대의 사림강 전투에서의 승리로 제11인도보병사단에 후퇴시켰지만, 1941년 12월 30일~1942년 1월 2일까지의 캄파르 전투에서 전술적 패배로 진격은 주춤해졌다.

#### 싱가포르 전투
1942년 2월 8일, 심야에 야마시타 토모유키 중장이 지휘하는 제25군 소속 제5사단의 6개 대대가 마츠이 타쿠로 중장의 지휘를 받아 제18사단과 합동으로 상륙정을 이용해 조호르 해협을 도하했다. 
싱가포르쪽 사림분 해변은 기관총 중대, 포 3개, 대전차포 1개의 지원을 받는 호주 제22여단 소속의 2/20 대대와 2/18 대대에서 하나씩 각각 차출된 2개의 중대가 철저하게 방어하고 있었지만 일본군은 영국군의 방어선을 돌파할 수 있었고 그러자 호주군은 자정경에 후퇴했다. 방어 부대가 후퇴하자 제5사단은 아마 켕 마을으로 진격해 교두보를 만드는데 성공했고 야마시타 장군에게 성공을 알리기 위해 빨간 조명탄을 해협 위로 발사했다.
일본군의 중대한 승리 직후, 제5사단은 더 많은 전략적 요충지를 (예를 들어 텡가 비행장은 1942년 2월 9일 함락됐다) 점령하기 위해 싱가포르 내륙으로 진군했다. 제5사단은 제22호주보병연대 소속의 2/29, 2/20, 2/18 대대와 비행장을 방어하고 있던 진드 인도 보병대대와 전투를 벌였다. 1942년 2월 11일, 격렬한 싸움 끝에 부킷 티마 도로가 제5사단에게 떨어졌다. 싱가포르는 4일후에 항복했다.

#### 필리핀 전역 (1941-1942)
필리핀 전역에는 사단은 참가하지 않았으나, 1942년 3월에 보병 제9여단과 보병 제41연대가 난카이 지대(혹은 구와무라 지대)에 편입되었다. 그에 따라 제5사단은 삼각사단으로 재편성되었다. 4월 16일에 파나이섬에 상륙한 난카이 지대는 약 7천명의 미국 극동육군과 필리핀 연방군와 18일까지 싸워 20일에 퇴각시켰고, 민다나오로 주필 미군 사령관 조나단 웨인라이트 3세 중장의 항복에 따라 주필 미군과 필리핀 연방군을 전쟁포로로 잡아들였다.
보병 제41연대는 야자와 지대(矢沢支隊 야자와시타이[*], 영어: Yazawa detachment)로 재편성되어 루손섬과 카가얀주을 경비하다가 6월 28일에 다바오시로 건너가 난카이 지대에 합류하였다.

#### 뉴기니 전역
본대에서 떨어져 나온 보병 제41연대는 야자와 지대(矢沢支隊 야자와시타이[*], 영어: Yazawa detachment)로 재편성되어 루손섬북쪽 해안의 카가얀에 배치되었다. 1942년 6월 28일에 이동명령을 받아 다바오시에 상륙해 토미타로 호리이 소장이 지휘하는 난카이 지대에 합류하였다. 1942년 7월 18일에 분견대는 전차중대와 근접지원 포병 중대가 합류해 전력이 증강되고 7월 31일에 포트 모르즈비에 목표한 공세에 참여하라 명령을 받는다. 1942년 8월 16일에 전진기지가 위치한 라바울로 이동했다가 8월 19일 키요카와 마루와 묘코 마루호에 승선해 고나의 일본군 상륙거점으로 이동했다. 이수라바 전투에서 야자와 지대는 예비대로 대기했다. 
(추가내용 영문 위키)

### 이후
1943년 1월부터 1945년 2월 28일에 제19군이 폐지될때까지 지휘를 받으며 라바울, 과달카날에 참전하였고, 이후 제2군으로 전속하였다. 이후, 네덜란드령 동인도의 스람섬에서 머무르다가 종전을 맞이하였다. 
1942년 8월 3일, 병원선 다치바나마루로 병력과 병기를 수송하는 국제법 위반행위가 발각되어 사단 장병 1,500명이 탄 다치바나마루가 나포되었다.사건의 책임을 지고 사단장 야마다 키요이치와 참모장 하마지마 겐로는 할복하였다.

## 사단 본부

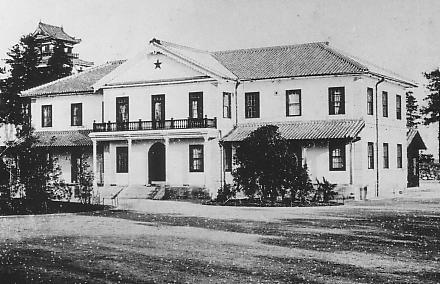
히로시마성 안에 있었던 히로시마 진대와 제5사단 본부

히로시마성 안에 본부 건물을 두고 있던 히로시마 진다이는 1888년 5월 14일에 사단으로 재편성된 이후에도 그대로 사단 본부로서 쓰였다. 1945년 8월 6일 원자폭탄에 의해 본부가 파괴되었다. 하지만 1945년 3월, 만주국에 배치된 제125사단의 증원을 위해 히로시마성의 사단본부가 이미 이동해 피해는 크지 않았다. 

## 배속
- 제4군, 러일 전쟁
- 블라디보스토크 파견군, 1919년 7월 (일본의 시베리아 개입)
- 지나 주둔군, 1937년 7월 27일
- 제2군, 1938년 3월 30일 (서주 회전)
- 제21군, 1938년 9월 19일 (광둥 전투)
- 제12군, 1938년 11월 29일 (쿤룬관 전투)
- 제21군, 1939년 10월 16일,
- 제22군, 1940년 2월 9일
- 대본영, 1940년 10월 12일
- 제25군, 1941년 11월 6일
- 제19군, 1943년 1월
- 제2군, 1945년 2월 28일

## 편성

### 1888년 7월
- 제9여단
  - 보병 제11연대
  - 보병 제41연대
- 제21여단
  - 보병 제21연대
  - 보병 제42연대
- 제5연대
- 포병 제5연대
- 공병 제5연대
- 운송 5연대

### 1937년 7월
- 제9여단
  - 보병 제11연대
  - 보병 제41연대
- 제21여단
  - 보병 제21연대
  - 보병 제42연대
- 산포 제5연대
- 기병 제5연대
- 공병 제5연대
- 치중병 제5연대

### 최종
- 보병 제11연대
- 보병 제21연대
- 보병 제42연대
- 야포병 제5연대
- 수색 제5연대
- 공병 제5연대
- 치중병 제5연대
- 경리근무대
- 병기근무대
- 위생대
- 통신대
- 제2야전병원
- 제4야전병원

## 참고 자료
- Madej, Victor (1981). 《Japanese Armed Forces Order of Battle, 1937–1945》 (영어). Game Publishing Company. ASIN B000L4CYWW.